# Slovakien i olympiska vinterspelen 2018
Slovakien deltog i de olympiska vinterspelen 2018 i Pyeongchang, Sydkorea, med en trupp på 56 idrottare (41 män och 15 kvinnor) vilka tävlade i sju olika sporter.
Vid invigningsceremonin bars Slovakiens flagga av alpina skidåkaren Veronika Velez-Zuzulová.

## Medaljörer
| Medalj | Namn               | Sport      | Gren               | Datum            |
| ------ | ------------------ | ---------- | ------------------ | ---------------- |
| Guld   | Anastasija Kuzmina | Skidskytte | Damernas masstart  | 17 februari 2018 |
| Silver | Anastasija Kuzmina | Skidskytte | Damernas jaktstart | 12 februari 2018 |
| Silver | Anastasija Kuzmina | Skidskytte | Damernas 15 km     | 15 februari 2018 |